# Saitos Gyula
Saitos Gyula (Makó, 1896. február 21. – Rábacsanak, 1967. július 1.) újságíró, életrajzkutató. József Attiláról több cikket és egy visszaemlékezést jelentetett meg.

## Élete
Szülei: Sajtos Mihály és Babiczky Aranka voltak. Makón született, iskoláit szülővárosában, majd Apatinban és Selmecbányán végezte. Újságírói pályáját a Selmecbányai Hírlap szerkesztőségénél kezdte. Az első világháborúban az orosz fronton szolgált.
1918-ban hazaköltözött Makóra,  1920-tól a Makói Friss Újság főszerkesztőjeként dolgozott.  Szerkesztője volt a Színházi Újságnak, később a Vörös Hírlapnál dolgozott. 1920–1930 között a Makói Független Újság munkatársa, illetve felelős szerkesztője; 1921-1922-ben a Makói Kis Tükör szerkesztője és kiadója volt, 1939 és 1941 között a Marosvidék című rangos folyóirat felelős szerkesztője és kiadójaként tevékenykedett.
A baloldali értelmiség makói társaságához tartozott; jó barátságot ápolt Juhász Gyulával és Móra Ferenccel, állítólag ő vezette be körükbe az akkor még gimnazista József Attilát. Baráti kapcsolata József Attilával a költő haláláig fennmaradt, később meg is jelentette több, korábban ismeretlen versét.
1941-ben Ungvárra költözött, a helyi Kárpáti Híradó munkatársa lett, majd a Kárpáti Igaz Szó irodalmi szerkesztője, és az ukrajnai írószövetség magyar tagozatának lektora lett. 1959-ig a Szovjetunióban élt, majd 1960-ban Erdei Ferenc közbenjárásával hazatérhetett Magyarországra; és Rábacsanakon telepedett le. Az általa megőrzött József-Attila kéziratok a Petőfi Irodalmi Múzeumba kerültek; 1964-ben jelent meg fő műve, ami a József Attila Makón címet viselte.

## Művei
- József Attila kéziratai (Szabolcsi Miklóssal, 1961)
- József Attila Makón (Budapest, 1964)